# Broșteni (Suceava)
Broșteni és una ciutat del comtat de Suceava, al nord-est de Romania. Es troba a la regió històrica de Moldàvia occidental. Broșteni és el catorzè assentament urbà més gran del comtat.
Segons el cens de 2011, té 5506 habitants, mentre que en el cens de 2002 tenia 6603 habitants. La majoria de la població és d'ètnia romanesa (96,47%). La majoria dels habitants són cristians de l'Església Ortodoxa Romanesa (93,4%), amb una minoria de pentecostals (1,72%).
Va ser declarada ciutat el 2004, juntament amb altres set localitats del comtat de Suceava. La ciutat administra els antics pobles de Hăleasa, Lungeni i Neagra (que es van convertir en barris el 2004) i Cotârgași, Dârmoxa, Frasin, Holda, Holdița i Pietroasa (amb l'estatus de pobles associats).
Broșteni és una antiga comunitat minera situada a la vora del riu Bistrița, entre les muntanyes de Bistrița i les muntanyes de Stânișoara. Administra una superfície total de 424,40 km²: la superfície més gran administrada per una sola localitat del comtat de Suceava. La carretera nacional entre Vatra Dornei i Piatra Neamț és la principal via de comunicació de Broșteni, que no està connectada al sistema ferroviari nacional.

## Fills il·lustres
- Mihai Băcescu